# Adam Savage
Adam Whitney Savage (New York, 15 juli 1967) is een Amerikaans deskundige op het gebied van speciale effecten en televisiepresentator. Hij is vooral bekend als een van de presentatoren van het programma MythBusters.

## Biografie
Savage groeide op in Westchester County. Als de zoon van Whitney Lee Savage, een schilder/animator/regisseur, had Adam als kind al vaak een rol als de stem van een van de door zijn vader ontworpen animatiekarakters voor de televisieserie Sesame Street.
Voordat hij tv-presentator werd, werkte Adam tien jaar als kunstenaar in special effects, vooral op het gebied van modelbouw. Hij werkte voor onder andere bedrijven als Industrial Light and Magic, Warner Bros. Entertainment en Walt Disney Pictures. Hij hielp mee met de special effects van films als Star Wars Episodes I en II, The Matrix en de twee sequels, Bicentennial Man, A.I., Space Cowboys en andere films.
Als presentator van Mythbusters is Adam de vrolijke noot van het team. Hij staat bekend om zijn soms excentrieke gedrag en woordgrappen. Zijn bekendste uitspraak is "I reject your reality and substitute my own!" (Ik verwerp jouw realiteit, en vervang die door mijn eigen). Deze zin kwam oorspronkelijk uit een film getiteld The Dungeonmaster, en sinds Adam hem voor het eerst gebruikte in de 10e aflevering van Mythbusters is het zijn vaste uitspraak geworden. Van Adam is verder bekend dat hij nogal snel last heeft van zeeziekte. Iets dat echter goed uitkwam toen de Mythbusters een paar mythen rond geneesmiddeltjes tegen zeeziekte onderzochten.
Samen met Jamie Hyneman is hij "hoofdmythbuster".
Adam is tevens vaak gastpresentator in James Randi's conference The Amaz!ng Meeting, en spreker op de jaarlijkse Maker Faire.
Op YouTube is hij de hoofdpresentator van het kanaal Adam Savage’s Tested. Hij bouwt allerlei objecten die te maken hebben met special effects en gaat op bezoek bij studio’s gespecialiseerd in special effects voor films.
Adam Savage woont in San Francisco. Hij is sinds 2004 getrouwd met zijn huidige vrouw, Julia. Hij is vader van een tweeling uit een vorige relatie. Adam is een ervaren jongleur.